# پستچی همیشه دو بار زنگ می‌زند
پستچی همیشه دو بار زنگ می‌زند (به انگلیسی: The Postman Always Rings Twice) یک رمان جنایی است که توسط جیمز کِین، نویسندهٔ اهل ایالات متحدهٔ آمریکا نوشته شده‌است. این کتاب از مشهورترین آثار جنایی سده بیستم است.
تاکنون از این رمان دو فیلم سینمایی به همین نام و در سال‌های ۱۹۴۶ و ۱۹۸۱ ساخته شده است.

## خلاصهٔ داستان
فرانک چمبرز، ولگردی ار اهالی کالیفرنیا، یک روز برای سیرکردن خود وارد رستورانی بین‌جاده‌ای می‌شود و در آنجا با سرهم کردن دروغی غذا می‌خورَد. صاحب رستوران که به دنبال کارگری می‌گردد، به او پیشنهاد کار می‌دهد. چمبرز علاقه‌ای به ماندن ندارد، ولی با دیدن زن صاحب رستوران (کورا) به او علاقه‌مند می‌شود و تصمیم می‌گیرد تا پیشنهاد کار را قبول کند. پس از مدتی و با دوطرفه‌شدن علاقه، کورا و فرانک تصمیم می‌گیرند تا به نحوی شوهر کورا را به قتل برسانند.